# Loculorbis
Loculorbis es un género de foraminífero bentónico considerado un sinónimo posterior de Evolutinella de la familia Haplophragmoididae, de la superfamilia Lituoloidea, del suborden Lituolina y del orden Lituolida. Su especie tipo era Haplophragmoides darwini. Su rango cronoestratigráfico abarcaba el Cretácico.

## Discusión
Clasificaciones previas incluían Loculorbis en el suborden Textulariina del orden Textulariida, o en el orden Lituolida sin diferenciar el suborden Lituolina.

## Clasificación
Loculorbis incluía a la siguiente especie:
- Loculorbis darwini †